# Volapük
Volapük (IPA: [volaˈpyk]) este o limbă artificială, creată între anii 1879 - 1880 de către preotul Johann Martin Schleyer. Schleyer credea că Dumnezeu i-a cerut într-un vis  să creeze o limbă internațională. Conferințele Volapük au avut loc în anii 1884 (Friedrichshafen), 1887 (München) și 1889 (Paris). La primele două conferințe s-a folosit limba germană iar în ultima, numai limba volapük. În 1889 existau aproximativ 283 de cluburi, 25 de reviste în și despre Volapük, și 316 manuale în 25 de limbi. Astăzi se estimează că mai sunt aproximativ 20 de persoane care vorbesc această limbă. Volapük a fost înlocuită la sfârșitul secolului XIX și începutul secolului XX de limbi mult mai simple și mai ușor de învățat cum ar fi esperanto sau latino sine flexione.

## Istoric

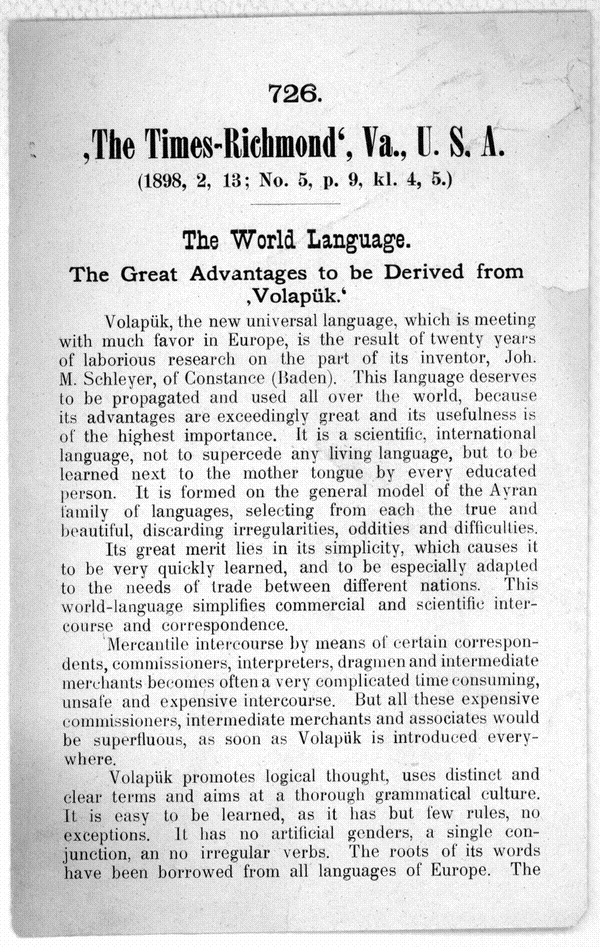
Broşură de popularizare a volapük (1898).

Schleyer a publicat în mai 1879 o primă schiță a Volapük în Sionsharfe, o publicație catolică la care era redactor. A urmat în 1880 o carte în limba germană. Schleyer nu a scris nicio carte despre volapük în alte limbi, dar alți autori au făcut-o curând după aceea.
Criptograful flamand Dr. Auguste Kerckhoffs a fost un număr de ani directorul Academiei de Volapük și a răspândit limba în câteva țări. Totuși au apărut tensiuni între Dr. Kerckhoffs, împreună cu alți membri ai Academiei care doreau modificări ale limbii, și Schleyer care ținea foarte mult la drepturile sale de inventator. Aceasta a dus la o scindare prin care o mare parte din membrii academiei au renunțat la volapük in favoarea idiomului neutru și a altor noi proiecte de limbi artificiale.
O altă cauză a declinului volapük a fost ascensiunea limbii esperanto. În 1887 a fost publicată prima carte de esperanto "Unua Libro". Deoarece limba era mai ușor de învățat, multe cluburi de volapük au devenit cluburi de esperanto.

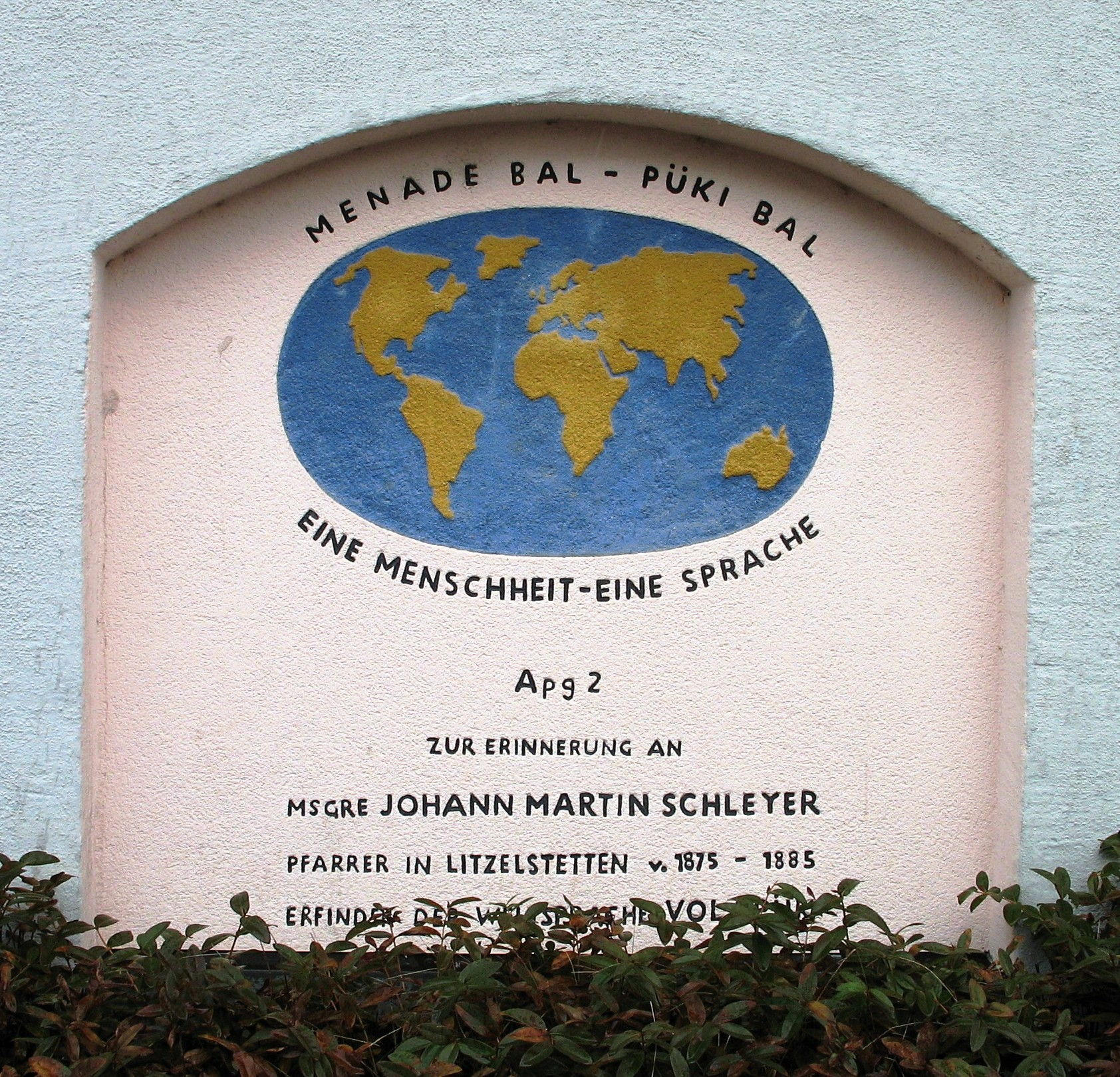
Placă comemorativă a lui Johann Martin Schleyer, conținând inscripția: "Menade bal - püki bal"
"Eine Menschheit - eine Sprache
("O omenire - o limbă")

După 1920 Arie de Jong, cu acordul liderilor puținilor vorbitori de volapük rămași, a făcut o revizie a volapük ce a fost publicată în 1931. De Jong a simplificat gramatica, eliminând unele forme verbale rar utilizate și unele terminații pronominale și verbale diferențiate de gen. A adăugat de asemenea fonemul „r” și l-a folosit pentru a face unele morfeme mai recognoscibile. De exemplu „lömib” (ploaie, în engleză: rain) a devenit „rein”. Volapük s-a bucurat de o scurtă revenire a nivelului de popularitate în Olanda și Germania sub conducerea lui Jong, dar a fost interzisă (împreună cu alte limbi artificiale) de regimul nazist, în încercarea acestuia de a folosi germana drept limbă universală, fără a-și mai recăpăta vreodată popularitatea.
În anul 2000, mai existau pe glob aproximativ 20 de vorbitori de volapük. A existat permanent o comunitate de vorbitori de volapük din vremea lui Schleyer până azi, sub conducerea unei linii neîntrerupte de cifali (conducători).
1. Johann Martin Schleyer 1879–1912
2. Albert Sleumer 1912–1948
3. Jakob Sprenger 1948–1950
4. Johann Schmidt 1950–1977
5. Johann Krüger 1977–1983
6. Brian R. Bishop 1984–2014
7. Hermann Philipps 2014–?

## Ortografie și pronunție
| litera | IPA          |
| ------ | ------------ |
| a      | [a]          |
| ä      | [ɛ]          |
| b      | [b]          |
| c      | [tʃ] or [dʒ] |
| d      | [d]          |
| e      | [e]          |
| f      | [f]          |

| litera | IPA        |
| ------ | ---------- |
| g      | [ɡ]        |
| h      | [h]        |
| i      | [i]        |
| j      | [ʃ] or [ʒ] |
| k      | [k]        |
| l      | [l]        |
| m      | [m]        |

| litera | IPA                   |
| ------ | --------------------- |
| n      | [n]                   |
| o      | [o]                   |
| ö      | [ø]                   |
| p      | [p]                   |
| r      | [r] (adăugat în 1931) |
| s      | [s] or [z]            |
| t      | [t]                   |

| litera | IPA          |
| ------ | ------------ |
| u      | [u]          |
| ü      | [y]          |
| v      | [v]          |
| x      | [ks] or [gz] |
| y      | [j]          |
| z      | [ts] or [dz] |

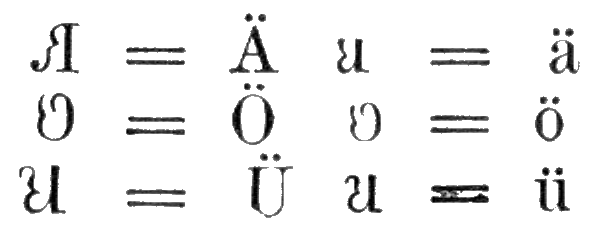
Schleyer a propus forme alternative pentru vocalele cu umlaut, dar ele au fost rareori utilizate.

Notă: ä, ö, și ü sunt transliterate uneori ay, oy respectiv uy. Litera "c" se citește ca litera "j", iar litera "j" se citește ca "ș"-ul românesc. Litera "s" se citește "z" dacă este precedată de o consoană (bs, ts, cs etc).

## Gramatică
Schleyer a adaptat vocabularul limbii engleze la care a adăugat câteva elemente din limba germană și limba franceză. Deseori modificate, cuvintele sunt greu de recunoscut. De exemplu cuvintele „vol” și „pük” sunt derivate din „world” (lume) și „speak” (vorbire) din engleză.

### Substantive
Substantivele în Volapük se pot trece la plural foarte simplu, adăugând un „-s” la final. De exemplu: „vol”=„lume” iar „vols”=„lumi”. În Volapük, ca și în limba germană, substantivul are patru cazuri: nominativ, genitiv, dativ și acuzativ. Pentru fiecare caz se adaugă o vocală la rădăcină. Este „a” pentru genitiv, „e” este pentru dativ iar „i” este pentru acuzativ. Deci Volapük înseamnă „limbajul lumilor” sau „limba lumilor”. 

### Adjective și adverbe
Adjectivele sunt ușor de indentificat deoarece se termină mereu cu sufixul „-ik”. De exemplu: „gudik”=„bine”. Un exemplu ar fi: gret=mare (substantiv), gretik=mare (adjectiv). Pentru adverbe se adaugă sufixul „-o”, fie la rădăcină, fie ca și continuare a sufixului „-ik”. De exemplu: „gudiko”=„[sunt] bine”. 

### Pronume
Și pronumele personale sunt ușor de identificat datorită faptului că încep cu prefixul „-o”. Ob=eu, ola=tu și om=el/ea. Pentru a trece un pronume la plural, se adaugă sufixul „-s”. De exemplu: obs=noi. Mai există și pronumele „ok” care înseamnă „pe sine”. Pentru a trece un pronume de la personal la posesiv, se adaugă sufixul "-a". Oba=al meu, olaa=al tău și oma=al lui/al ei. În cazul pronumelor personale la plural, sufixul "-a" se adaugă la rădăcină. De exemplu: obas=al nostru. 

### Verbe
Verbele au mereu prefixe pentru a arăta timpul. Verbele la prezent folosesc prefixul „a-”. Pentru trecut e folosit prefixul „ä-” iar pentru trecutul perfect e „i-”. Pentru verbele la viitor e prefixul „o-” iar pentru viitorul perfect prefixul este „u-”. Pentru prezentul simplu, persoana unui verb poate fi determinată prin sufix. De exemplu: binob=eu sunt, binol=tu ești. Infinitivul este format din sufixul „-ön”. De exemplu: „logön”=să vezi, „elogön”=să fii văzut. Întrebărilor cu da sau nu li se adaugă o cratimă la finalul cuvântului împreună cu sufixul „-li”. De exemplu: „pälogom-li?” înseamnă „a fost văzut?”. Uneori „li” este utilizat ca prefix pentru a evita o succesiune de consoane. Pentru gerunziu, verbele folosesc sufixul „-öl”. De exemplu: logöl=văzând. Verbele la imperativ folosesc întotdeauna sufixul „-öd”. De exemplu: gololöd=mergi (pentru o persoană), gololsöd=mergeți. O cerere politicoasă se termină mereu în „-ös” iar un ordin, în „-öz”. În final, starea de spirit potențială folosește sufixul „-öx”. De exemplu: pelomöx=ar putea să plătească.

## Dicționar
Unu=bal
Doi=tel
Trei=bim
Patru=fol
Cinci=lul
Șase=mäl
Șapte=vel
Opt=jöl
Nouă=zül
Zece=deg
Profesor=profäsoran
Plantă=planön
Bătrân=bäldik
Necesar=zusüdik
Erou=heroedan
Salut=nimbud
Mână=nam
A avea=labön
Pălărie=hät
Mâncare=fid
Prieten=flean
Luni=mudel
Marți=sudel
Miercuri=tudel
Joi=dödel
Vineri=fridel
Sâmbătă=zädel
Duminică=sudel

Notă: toate zilele săptămânii se termină în "del" deoarece "del" înseamnă "zi". 

## Exemplu de text

### Tatăl nostru
Tatăl nostru în Volapük Rigik sau „volapük-ul vechi” (versiunea din 1880 a lui Schleyer):
„O Fat obas, kel binol in süls,
paisaludomöz nem ola!
Komomöd monargän ola!
Jenomös vil olik, äs in sül, i sül tal!
Bodi obsik vädeliki
givolös obes adelo!
E pardolös obes odis absik,
äs id obs airpardobs
debeles obas.
E no obis nindukolös in tendadi;
sod aidalivolös obis de bad!
Jenosöd!”

Tatăl nostru în Volapük Nulik sau „volapük-ul nou” (versiunea din 1930 a lui Jong):
„O Fat obas, kel binol in süls!
Nem olik pasalüdükonöd!
Regän ola kömonöd!
Vil olik jenonöd, äsä in sül, adelik obsik,
E pardolös obes döbotis obsik,
äsä i obs pardobs utranes, kels edöbans kol obs.
E no blufodolös obis, 
ab bivükolös obis de bad!
(Ibä dutons lü ol regän, e nämäd e glor jü ün laidüp)
So binosös!”

### Proză
Un exemplu de text în proză ar fi:
"Ven lärnoy püki votik, vödastok plösenon fikulis. Mutoy ai donü sukön vödis nesevädik e seko nited paperon. In dil donatida, ye, säkäd at pebemaston, bi tradut tefik vöda alik pubon dis vöds Volapükik. Välot reidedas sökon, e pamobos, das vöd Volapükik pareidons laodiko. Gramat e stabavöds ya pedunons in nüdug; too loged viföfik traduta pakomandos at garanön, das sinif valodik pegeton. Binos prinsip sagatik, kel sagon, das stund nemödik a del binos gudikum, ka stud modik süpo." 
(Un text dintr-o revistă care laudă limba volapük)
Traducere:
"Când cineva învață o altă limbă, vocabularul prezintă dificultăți. Trebuie să căutăm continuu cuvinte necunoscute și, în consecință, interesul este pierdut. În partea elementară, însă, această problemă a fost depășită, deoarece traducerea relevantă a fiecărui cuvânt apare sub cuvintele Volapük. Urmează o selecție de lecturi și se sugerează ca cuvintele Volapük să fie citite cu voce tare. Gramatica și un vocabular de bază s-au făcut deja în introducere; cu toate acestea, se recomandă o scurtă privire asupra traducerii pentru a se asigura că sensul general a fost dobândit. Există o maximă care afirmă că puțin studiu pe zi este mai bun decât mult studiu dintr-o dată."